# 洛马纳·卢阿卢阿
洛马纳·卢阿卢阿（法語：Lomana LuaLua，1980年12月28日—）是一名剛果民主共和國職業足球員，擔任前鋒。
他的弟弟卡曾加·卢阿卢阿現時效力英超球會布莱顿，而表弟特里索·簡度亦長期在英格蘭球壇打滾。

## 外部連結
- 足球数据库：洛马纳·卢阿卢阿的球员统计数据
- Icons.com 洛马纳·卢阿卢阿官方網頁
- BBC 球員資料 （页面存档备份，存于）